# الرايخستاغ (جمهورية فايمار)

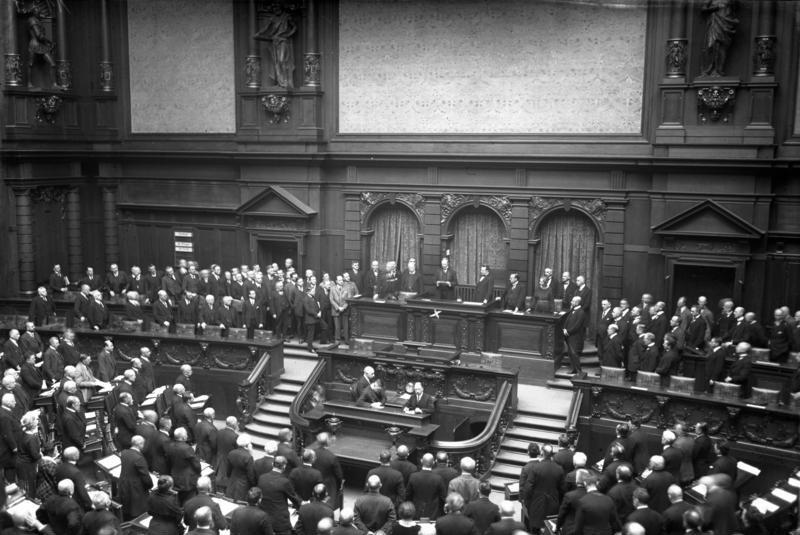
حفل تنصيب نائب رئيس الرايخ الجديد، الدكتور والتر سيمونز، رئاسة الرايخستاغ، بحضور رئيس الرايخستاغ، لوبه. أدى نائب رئيس الرايخ، سيمونز، قسم الولاء للدستور في الرايخستاغ، وبجانبه رئيس الرايخستاغ، لوبه.

الرايخستاغ  مجلس النواب في مجلس فايمار التشريعي. نشأ نتيجة لإنشاء دستور فايمار في عام 1919. بعد نهاية جمهورية فايمار في عام 1933، استمر الرايخستاغ في العمل، وإن كان بشكل متقطع، كهيئة تشريعية اسمية بحتة في ألمانيا النازية. يعود تاريخ المبنى إلى عام 1884، حين بدأ المعماري الألماني باول فالوت بالإشراف على تشييد المبنى، الذي انتهى العمل فيه عام 1894. حتى عام 1918 كان المبنى مقراً للرايخستاغ في زمن الإمبراطورية الألمانية، التي قامت عام 1871 بعد انتصار الألمان على الفرنسيين في الحرب السبعينية 1870-1871.
بعد أربعة أسابيع من تسمية هتلر مستشاراً للرايخ الألماني التهمت النيران قبة المبنى في ليلة الثامن والعشرين فبراير 1933. وانتشرت النيران لتلتهم قاعة الاجتماعات الرئيسية وبعض الغرف الأخرى. ففي الليلة نفسها قام النازيون بالتنكيل بخصومهم السياسيين، وأجبروا في اليوم التالي رئيس البرلمان باول فون هيندينبورغ على توقيع ما يسمى بـ"مرسوم حرق الرايخستاغ"، متذرعين بحماية الشعب والدولة. منذ الانتقال إلى نظام قوانين الطوارئ الرئاسي لم يعد للبرلمان كسلطة تشريعية دور يذكر، بالمقارنة مع الدور الذي كان يلعبه إبان الحكم القيصري. هذا الوهن الذي أصاب الحياة البرلمانية كان يعني في الواقع تلاشي دور الناخبين، ومنح بالتالي القوى اليمينية واليسارية المعارضة للمبدأ البرلماني دفعة قوية للأمام. وقد كان الاجتماعيون القوميون هم المستفيد الأكبر من هذه الظروف.
الديمقراطية البرلمانية التي تجلت في ديمقراطية فايمار لم تدم أكثر من 11 سنة. ففي أواخر آذار/مارس 1930 انهارت آخر حكومة أغلبية بقيادة الديمقراطي الاجتماعي هيرمان مولر، بسبب النزاع حول إصلاحات التأمين ضد البطالة. بنتيجة انتخابات 14 أيلول/سبتمبر 1930 خرج حزب أدولف هتلر القومي الاجتماعي كثاني أكبر قوة سياسية في البلاد، بينما خرج الحزب الديمقراطي الاجتماعي الألماني كأقوى حزب ألماني، وقد قام بدعم حكومة الأقلية هذه.